# Caliópio (servador)
Caliópio (em latim: Calliopius) foi um oficial bizantino do século VI, ativo durante o reinado do imperador Justino I (r. 518–527) ou Justiniano (r. 527–565). Como servador local (loci servator; lit. "zelador"), foi acusado pelo patriarca antioqueno exilado Severo (r. 512–518) em algum momento entre 518 e 535.